# 宇宙刑事卡邦
《宇宙刑事卡邦》是日本東映所製作的特攝電視劇，於1982年（昭和57年）3月5日至1983年（昭和58年）2月25日期間，毎週五19時30分～20時00分在朝日電視台系播出。全44集。

## 製作群
- 原作：八手三郎
- 連載：テレビマガジン、おともだち、たのしい幼稚園、テレビランド、冒険王
- 編劇：上原正三、高久進、松下幹夫、阿部和江、永井達郎、筒井ともみ、林強生
- 武術指導：金田治、横山稔（JAPAN ACTION CLUB）
- 導演：小林義明、奥中惇夫、田中秀夫、小笠原猛、服部和史
- 攝影：瀬尾脩、いのくままさお、松村文雄、西山誠
- 燈光：嶋田宜代士、吉岡伝吉、国本正義
- 美術：宮国登
- 人物設計：増尾隆之、赤坂徹郎

大半敵方角色的設計由増尾擔任，另外字幕中雖未列名，但森野うさぎ、野口竜亦有參與。
- 音樂：渡辺宙明
- 後製：映広音響
- 録音：太田克己
- 効果：阿部作二（大泉音映）
- 選曲：村田好次
- 剪輯：菅野順吉
- 制作担当：佐久間正光(第1-7集)、市倉正男(第8-12,32,33集)、桐山勝(第13-31,34-44集)
- 進行：小迫進、川上正行、奈良場稔、桐山勝
- 助理導演：坂本太郎、小笠原猛、南晃行、是沢邦男、服部光則、中井敏夫、小中肇、石田秀範
- 計測：松村文雄、小野寺修、小林啓二、望月真寿夫、岡垣亨、渡辺敏夫
- 場記：宮本衣子、木村てるみ、栗原節子、勝原成子、内藤美子
- 制作主任：寺崎英世
- 裝置：東映美術センター
- 操演：羽鳥博幸
- 美粧：入江美粧
- 服裝：東京衣裳
- 裝飾：大晃商会
- 企画協力：企画者104
- 插畫：野口竜
- 造型製作：レインボー造型企画
- 車輌製作：十和モータース
- 車輛特技：スリーチェイス
- 車輌協力：鈴木自動車工業（現：スズキ）
- 沖片：東映化学
- 視覚効果：デン・フィルム・エフェクト
- 合成：チャンネル16
- 音樂制作：あんだんて
- VTR合成：東通ecgシステム

```
   (株)特攝研究所
       操演：鈴木昶
       美術：大澤哲三 （ED誤植為「大澤哲二」）
       攝影：高橋政千
       燈光：須崎文夫
```

- 特攝導演：矢島信男
- 製作人：碓氷夕焼（テレビ朝日）、吉川進、折田至（第11集 - ）（東映）
- 製作：テレビ朝日、東映、旭通信社

## 登場人物
- 一条寺烈／卡邦（配音）：大葉健二（香港配音：陳德）
- 咪咪：和貴子（香港配音：蔡惠萍）
- 柯姆長官：西澤利明（香港配音：周永光）
- 瑪琳：名代杏子（香港配音：徐愛貞）
- 大山小次郎：鈴木正幸（香港配音：梁政平）
- 藤豪介：多々良純
- 藤若葉：中島早苗
- 藤陽一：藤原進
- 当山茂：加瀨慎一
- 星野月子：立花愛子
- 獵人殺手：飯田道朗（飯田道郎）
- 桑・德魯巴：西田健
- 魔女奇瓦：三谷昇
- 波伊薩（卡邦之父）：千葉真一 ※特別演出
- 伊賀電／夏利邦：渡洋史
- 旁白：政宗一成（香港配音：林國雄）

## 動作演員
- 卡邦：村上潤（武打場景）、山口仁（特寫畫面）、清水朗（特寫畫面）、大葉健二（彈跳畫面、部分場景）
- 唐‧赫拉：日下秀昭
- 貝姆怪獸：辻井啓嗣
- 戰鬥員：石垣広文、蜂須賀祐一
- 其他：渡辺実、東山茂幸、藤川聡、山田一善、牛場敏、釼持誠、益田哲夫、竹田道弘、山本亨、くどうみつこ、津村ゆかり、蜂須賀昭二、渡辺いずみ、渡辺ひろみ

## 日本首播頻道
- 東京都、關東廣域圏 ANB〔現:EX〕 朝日電視台
- 北海道 HTB 北海道電視台
- 青森縣 RAB 青森放送
- 岩手縣 IBC 岩手放送〔現:IBC岩手放送〕
- 宮城縣 KHB 東日本放送
- 秋田縣 ABS 秋田放送
- 山形縣 YBC 山形放送
- 福島縣 KFB 福島放送
- 新潟縣 NST 新潟總合電視台
- 山梨縣 UTY 山梨電視台
- 富山縣 KNB 北日本放送
- 石川縣 MRO 北陸放送
- 福井縣 FBC 福井放送
- 長野縣 TSB 信州電視台
- 靜岡縣 SKT 靜岡縣民電視台〔現:SATV 靜岡朝日電視台〕
- 愛知縣、中京圏 NBN 名古屋放送〔現:メ〜テレ〕
- 大阪府、近畿廣域圏 ABC 朝日放送
- 鳥取縣、島根縣 BSS 山陰放送
- 岡山縣、香川縣 KSB 瀨戶內海放送
- 廣島縣 UHT〔現:HOME〕 廣島HOME電視台
- 山口縣 TYS〔現:tys〕 山口電視台
- 德島縣 JRT 四國放送
- 高知縣 RKC 高知放送
- 福岡縣 KBC 九州朝日放送
- 熊本縣 TKU 熊本電視台
- 宮崎縣 UMK 宮崎電視台
- 鹿兒島縣 KKB 鹿兒島放送（1982年10月 - ）
- 沖繩縣 OTV 沖繩電視台

## 其他相關登場作品

### 電影版
- 《海賊戰隊豪快者 VS 宇宙刑事卡邦 The Movie》

本作與《海賊戰隊豪快者》的聯動劇場版，本作亦是《超級戰隊祭》的第四部作品，亦是作為《宇宙刑事》與《超級戰隊系列》的首部聯動劇場版作品及《宇宙刑事》誕生30週年紀念作品，2012年1月21日公開。
- 《宇宙刑事卡邦 THE MOVIE》

2012年10月20日公開。
- 《假面騎士x超級戰隊x宇宙刑事 超級英雄大戰Z》

《超級戰隊系列》以《獸電戰隊強龍者》為中心聯合《假面騎士系列》与《宇宙刑事》三大特攝英雄約250人夢幻共演，2013年4月27日上映。
- 《SPACE SQUAD 卡邦 VS 刑事連者》

本作為《特搜戰隊刑事連者》與本作共同合作的特別劇場版，2017年7月19日上映。

## 外部連結
- 宇宙刑事ギャバン THE COMIC
- 金屬英雄系列
- 宇宙刑事系列
- 宇宙刑事卡邦 THE MOVIE
- 宇宙刑事 NEXT GENERATION